# Einer flog über das Kuckucksnest (Theaterstück)

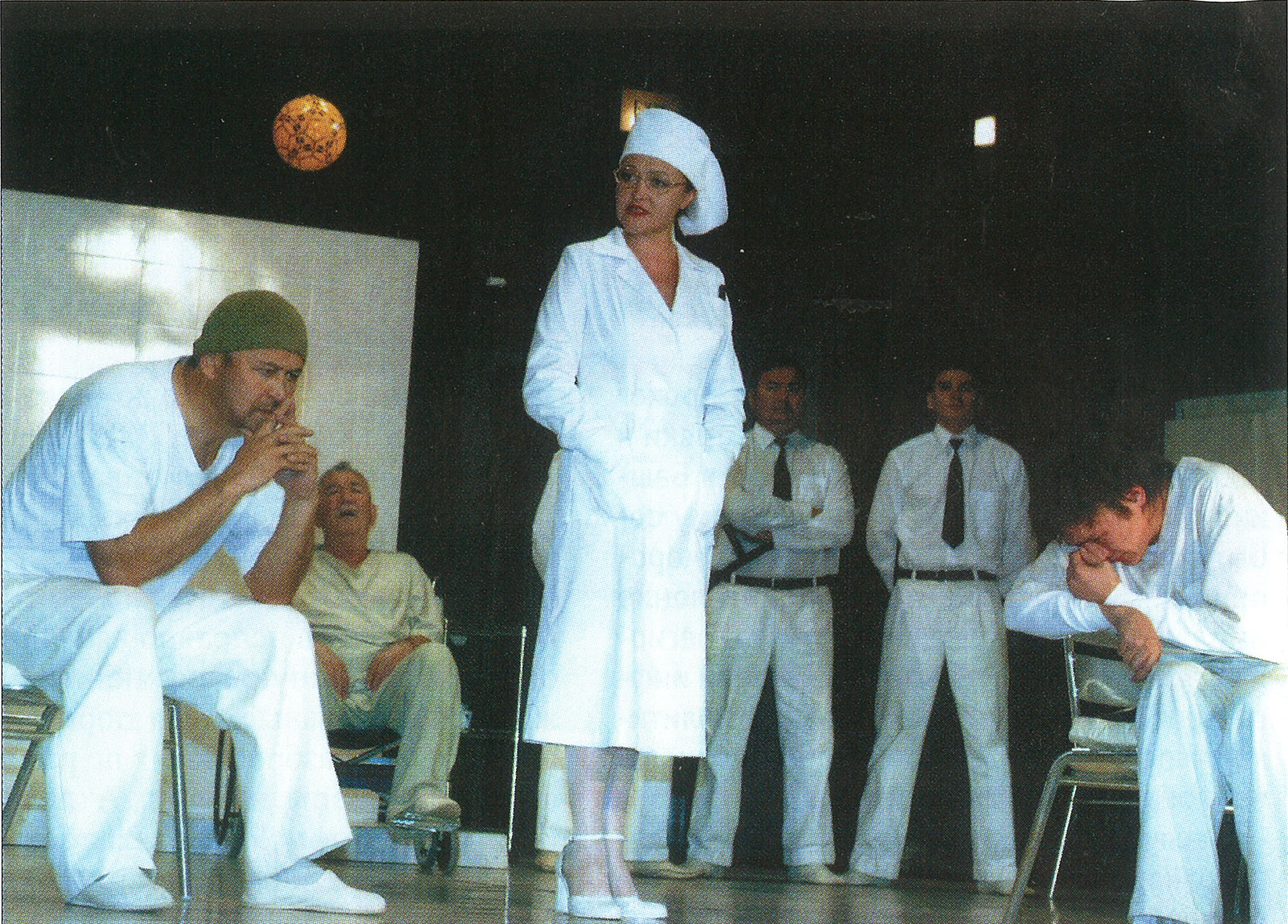
Szene aus einer Theateraufführung von One Flew Over the Cuckoo’s Nest, 27. Januar 2014

Einer flog über das Kuckucksnest (Originaltitel: One Flew Over the Cuckoo’s Nest) ist ein 1963 uraufgeführtes Theaterstück auf Basis des gleichnamigen Romans des US-amerikanischen Schriftstellers und Aktionskünstlers Ken Kesey, der im Jahr zuvor erschien, überwiegend positive Besprechungen erhielt und ein überraschender Verkaufserfolg war. Die Bühnenfassung schrieb Dale Wasserman. Die Musik des Stücks stammt von Teiji Ito.

## Inhalt
Das Theaterstück thematisiert das Leben auf einer psychiatrischen Station, die unter der Tyrannei der Oberschwester Ratched steht. Hauptfigur der Theaterhandlung ist der rebellische Randle Patrick McMurphy, der zu Beginn der Handlung in die Anstalt eingeliefert wird. McMurphy ist wegen Gewalttätigkeiten und Wettspiels zu einer mehrmonatigen Gefängnisstrafe verurteilt worden, und um der Arbeit auf der Gefängnisfarm zu entgehen, simuliert er eine psychische Erkrankung. McMurphy erlebt die Anstalt als ein menschenverachtendes System. Die Insassen werden mit Medikamenten und Elektroschocks ruhiggestellt und jeder Ansatz zu Eigenständigkeit im Keim erstickt. McMurphy macht es sich zum Sport, Oberschwester Ratched herauszufordern, und schließt mit seinen Mitinsassen sogar Wetten ab, wann er sie mürbe gemacht haben werde. McMurphy macht seinen Mitinsassen bewusst, auf welche Weise sie von Oberschwester Ratched angestiftet werden, sich untereinander zu demütigen und bloßzustellen. Der Machtkampf zwischen McMurphy und Oberschwester Ratched endet damit, dass McMurphy einer Lobotomie unterzogen wird. Chief Bromden, ein weiterer Anstaltsinsasse, erstickt ihn mit einem Kissen und entflieht aus der Anstalt.

## Entstehungsgeschichte
Einer flog über das Kuckucksnest war Ken Keseys erster veröffentlichter Roman. 1959, als er an einem anderen Roman arbeitete und an Geldmangel litt, nahm er am Veterans Hospital im kalifornischen Menlo Park am CIA-Forschungsprogramms MKULTRA teil, bei dem die Auswirkung psychoaktiver Drogen getestet wurden. Wenig später arbeitete er am selben Krankenhaus als Aushilfe auf einer psychiatrischen Station. Beide Erfahrungen beeinflussten die Entstehung von Einer flog über das Kuckucksnest. Der Roman wurde 1962 veröffentlicht, erhielt positive Besprechungen und war sofort ein Verkaufserfolg. Kirk Douglas erwarb kurz nach dem Erscheinen des Romans die Theater- und Filmrechte. Dale Wassermanns Theaterfassung hatte am 12. November 1963 Vorpremiere und am nächsten Tag die offizielle Uraufführung. Es wurde bis zum 25. Januar 1964 am Broadway gespielt und inklusive der Vorpremiere 83 Mal aufgeführt. Kirk Douglas spielte in dieser Fassung Randle Patrick McMurphy, Gene Wilder den jungen Billy Bibbit, William Daniels Harding und Ed Ames den Halbindianer Chief Bromden.

## Wiederaufführungen
Das Stück ist nur wenige Male von bedeutenden Bühnen und/oder mit bekannten Schauspielern aufgeführt worden. 1971 gab es eine Off-Broadway-aufführung, in der Danny DeVito die Figur des Martini spielt, was dazu führte, dass er wenige Jahre darauf in der Filmfassung dieselbe Rolle erhielt. 2001 gab es erneut eine Broadway-Aufführung mit Gary Sinise als McMurphy. Die Produktion der Steppenwolf Theatre Company gewann einen Tony Award für die beste Wiederaufführung. Regie führte Terry Kinney und neben Gary Sinise spielten Amy Morton (Oberschwester Ratched), Tim Sampson, Eric Johner und Ross Lehman.
Die britische Erstaufführung des Stückes erfolgte erst im April 1988. Ort der Aufführung war das Playhouse Theatre, Produktionsgesellschaft der Londoner Aufführung war Cuckoo Productions, die zu diesem Zweck von Diane Hilton, Karin Parnaby und Judy Kershaw gegründet worden war. Sie war in der Lage, innerhalb von 24 Stunden 100.000 Britische Pfund für die Aufführung einzusammeln.
In der DDR wurde es Ende der  70er und 80er Jahren am Berliner Maxim Gorki Theater aufgeführt. Oberschwester Ratched wurde von Karin Boyd dargestellt.
In Deutschland wurde das Stück unter anderem vom Mecklenburgischen Staatstheater Schwerin in der Zeit von 2007 bis 2009 aufgeführt, am Deutsch-Sorbischen Volkstheater Bautzen läuft es seit 2015.

## Verfilmung
Kirk Douglas, der kurz nach dem Erscheinen des Romans die Rechte an der Theaterproduktion und einer möglichen Verfilmung gekauft hatte, gelang es nicht, ein Studio für die Verfilmung des Stoffes zu begeistern. Er überließ schließlich die Filmrechte seinem Sohn Michael Douglas. Michael Douglas produzierte den auf dem Roman basierenden Film zusammen mit Saul Zaentz und brachte ihn 1975 in die Kinos. Produziert wurde mit der Firma Fantasy Films, welche im Besitz eines Distributionsvertrags mit United Artists war. Der Film erhielt eine Reihe von Auszeichnungen, darunter fünf Oscars: Bester Film, Beste Regie (Miloš Forman), Bestes adaptiertes Drehbuch, Bester Hauptdarsteller (Jack Nicholson), Beste Hauptdarstellerin (Louise Fletcher). Damit war der Film nach Es geschah in einer Nacht (1935) von Frank Capra der zweite Film, der in den fünf wichtigsten Kategorien – den sogenannten Big Five – einen Oscar gewinnen konnte. Einer flog über das Kuckucksnest festigte nicht nur Jack Nicholsons Ruf als Charakterdarsteller, sondern verhalf auch mehreren Schauspielern zum Durchbruch: Christopher Lloyd (Zurück in die Zukunft I–III), Brad Dourif und Danny DeVito gaben in diesem Film ihr Debüt. Kirk Douglas, der bei der Uraufführung die Rolle des McMurphy gespielt hatte, galt als zu alt für diese Rolle, als der Film gedreht wurde.
Das Drehbuch zum Film basierte nicht auf dem Theaterstück, sondern wurde auf Basis des Romans erarbeitet.

## Theaterfassung
- Dale Wasserman: Einer flog über das Kuckucksnest. Ein Stück in 2 Akten. Nach dem Roman von Ken Kesey. (Originaltitel: One Flew Over the Cuckoo’s Nest). Deutsch von Jürgen Fischer. S. Fischer, Frankfurt am Main 1976, 131 S.

## Romanvorlage
- Einer flog über das Kuckucksnest. Deutsche Ausgabe u. a. Rowohlt (Tb), ISBN 3-499-15061-1
- One Flew Over the Cuckoo’s Nest. New American Library; TB-Reprint, ISBN 0-451-16396-6
- One Flew Over the Cuckoo’s Nest. Penguin Books, ISBN 978-1-101-20904-2 (E-Book)

## Einzelbelege
1. ↑  Einer flog über das Kuckucksnest in der Internet Broadway Database, abgerufen am 22. Februar 2021 (englisch)
2. ↑  Einleitung. In: One Flew Over the Cuckoo’s Nest. Penguin Books, ISBN 978-1-101-20904-2 (E-Book), S. 303.
3. ↑  Nikolaus Merck: Neues aus der Anstalt. Einer flog über das Kuckucksnest - eine Wiederbegegnung nach 30 Jahren. In: nachtkritik.de. 11. Januar 2008, abgerufen am 23. Februar 2024.